# 帽章
帽章（ぼうしょう）とは、帽子に付く徽章のことで、特に服制の定めのある者が被る制帽の徽章のことをいう。所属する組織・団体を表章する徽章がよく採用され、円形章もよく用いられる。
学生帽の帽章の場合は、通常は校章が用いられる。
軍隊の制帽の場合、陸軍は剣や小銃、海軍は錨、空軍は鳥、翼、プロペラなどの意匠を用い、これと国章、国を象徴する動植物、政治体制を象徴する意匠（王冠や赤い星など）等を組み合わせている場合が多い。ただし国によっては帽章の軍種ごとの差異が希薄なものや、逆に兵科や部隊ごとに独自の帽章を用いている場合もある。
警察、消防、鉄道、警備業者など、官帽を服制に取り入れている団体では全て導入されている。

## 世界各国の帽章（おもに軍帽）
国旗・国章を基本にした帽章がもちいられた例

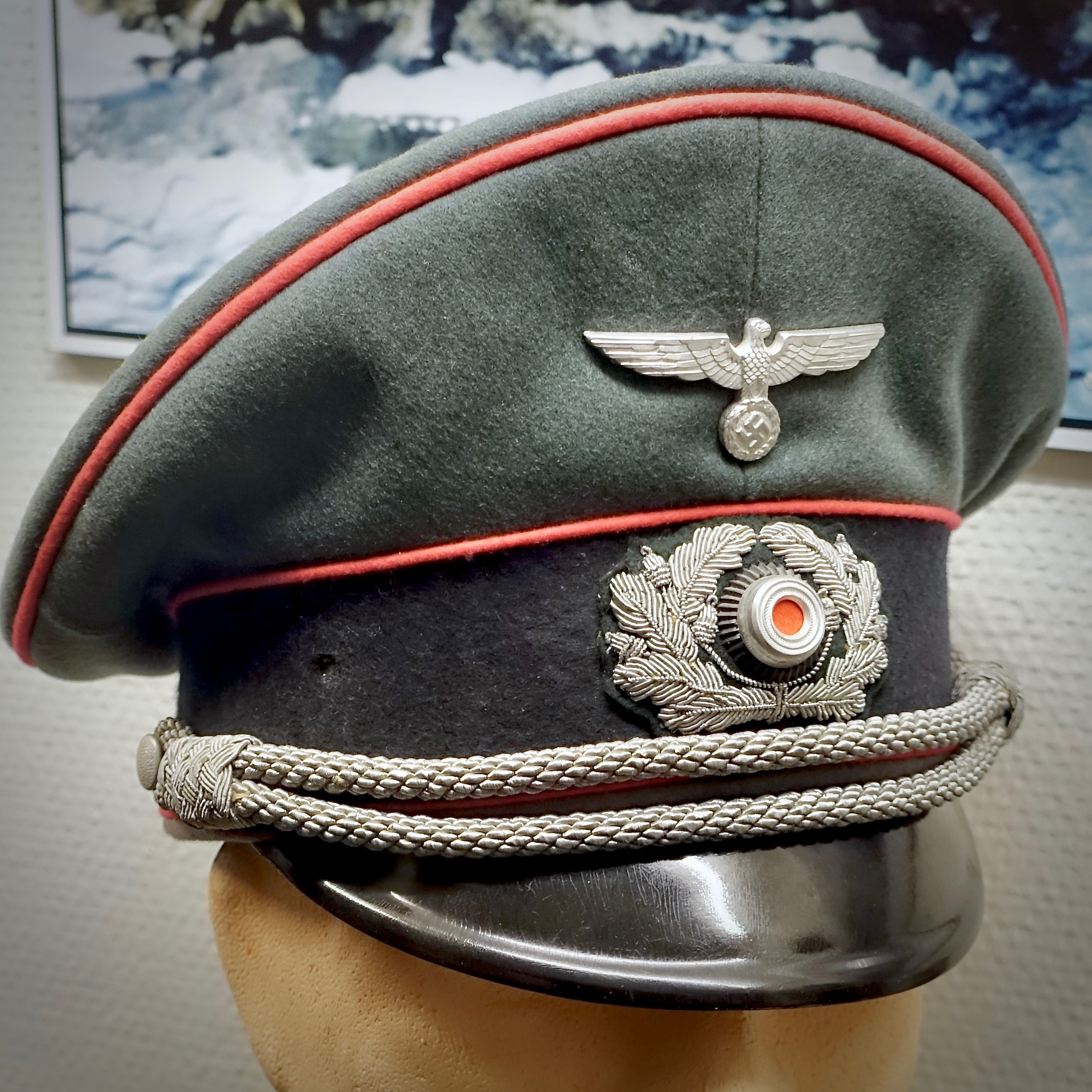
ドイツ国防軍陸軍の将校制帽。クラウン部分にナチス・ドイツの国章の国家鷲章。バンド部分には柏葉に囲まれた黒白赤（ドイツ語版）の国家色の円形章。
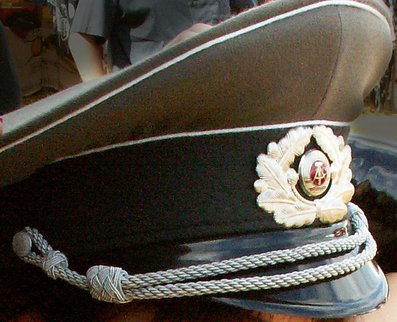
ドイツ民主共和国国家人民軍地上軍の将校制帽。バンド部分に柏葉に囲まれた東ドイツの国章
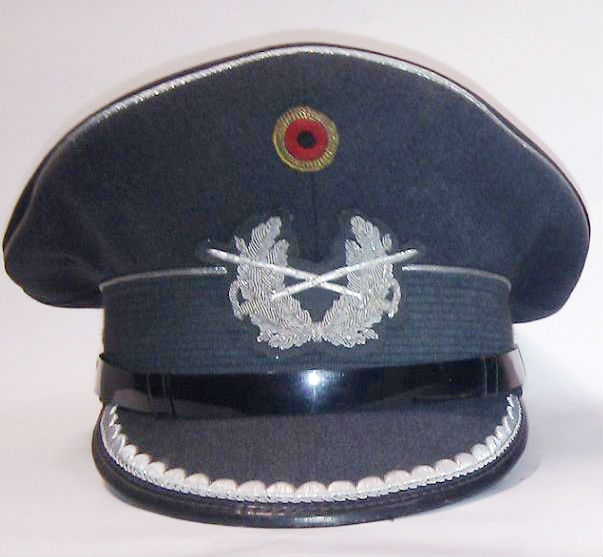
ドイツ連邦軍陸軍の制帽。クラウン部分に黒赤金（ドイツ語版）の国旗色。バンド部分は陸軍専用の独自の帽章。
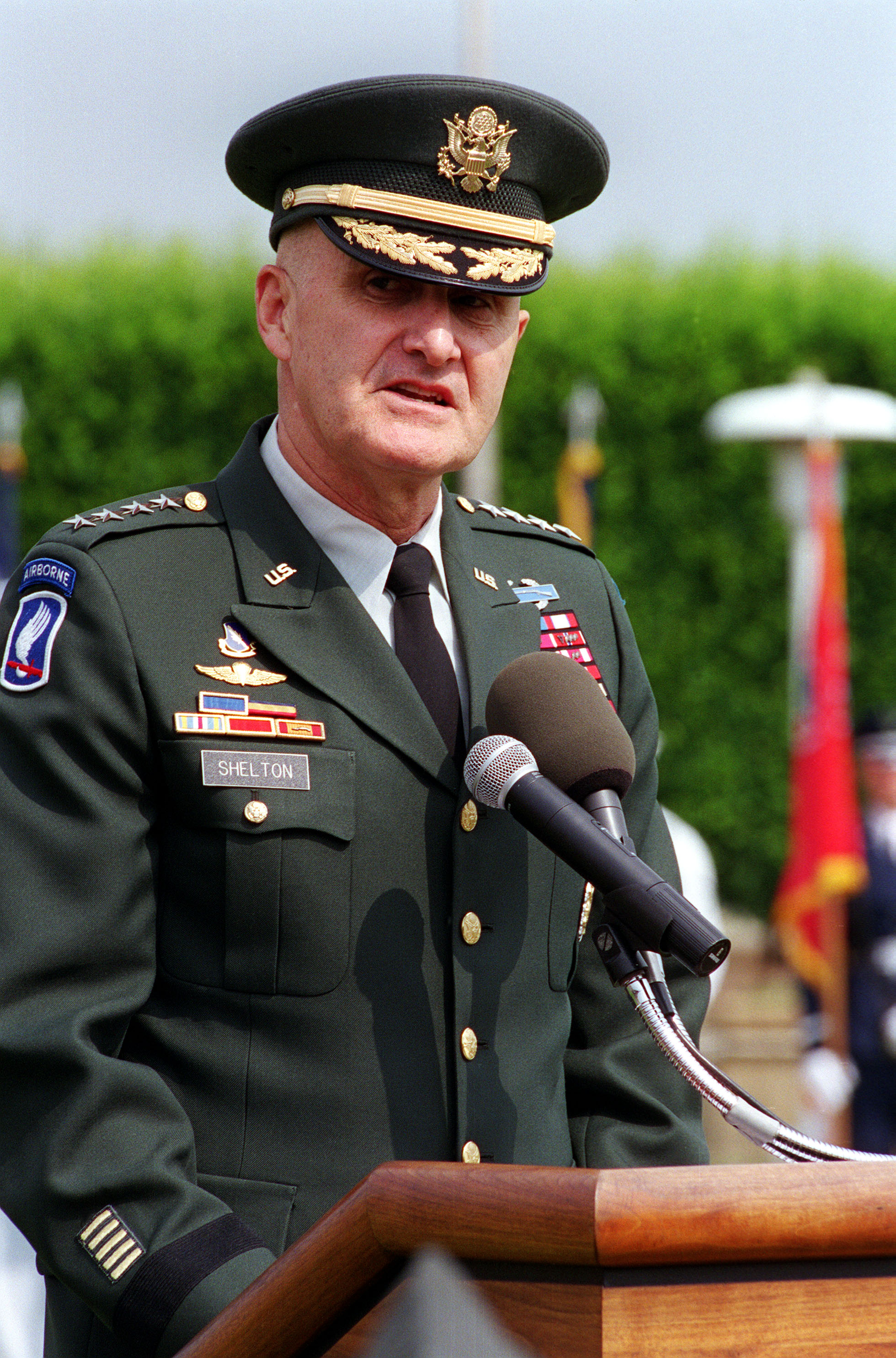
アメリカ陸軍の将官制帽。アメリカの国章である白頭鷲の紋章が入っている。ヘンリー・シェルトン（英語版）大将、2000年
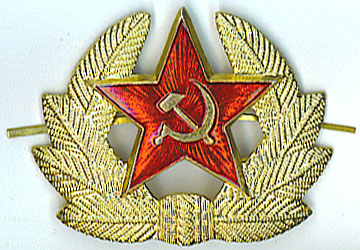
ソビエト連邦軍（陸軍の兵と下士官）
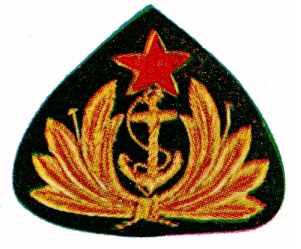
ユーゴスラビア人民軍（海軍）

独自の帽章がもちいられた例

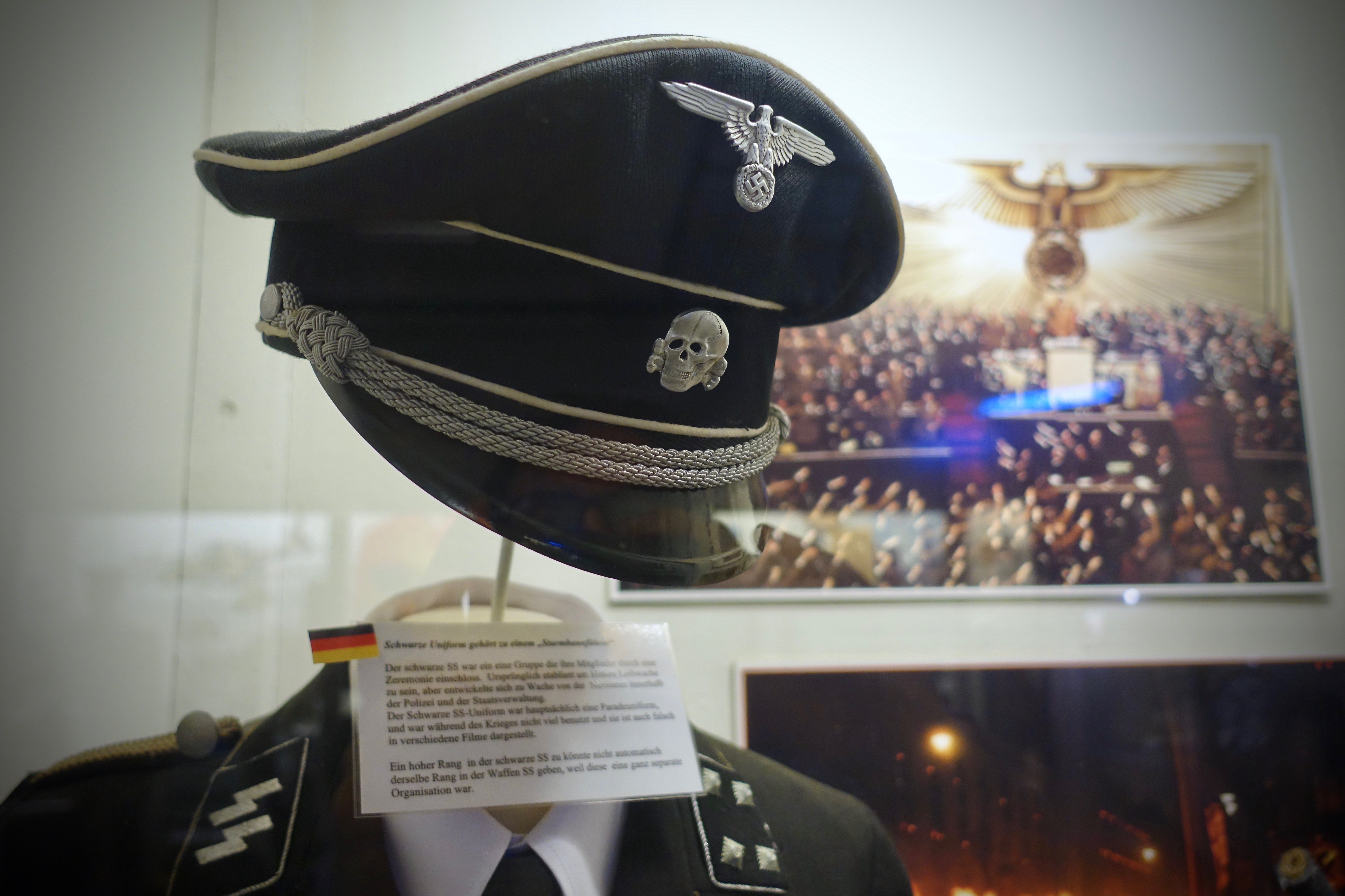
ナチス親衛隊の将校制帽。クラウン部分に国章である国家鷲章（陸軍の物とは若干形状が異なる）。バンド部分に親衛隊独自の帽章のトーテンコップ（髑髏）。トーテンコップの由来は親衛隊の制服参照。
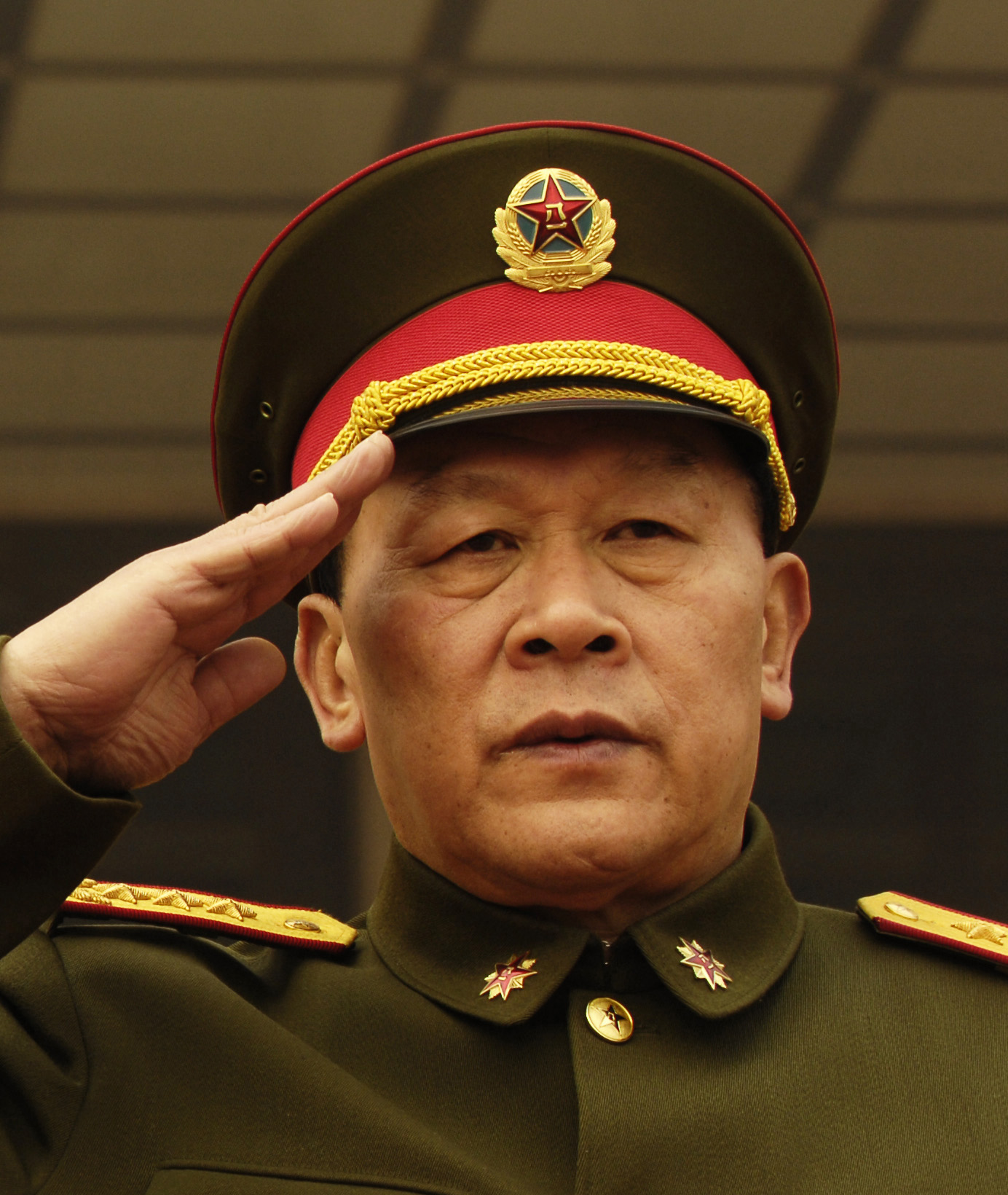
中国人民解放軍陸軍のかつての帽章。「八一」は南昌起義を表す。
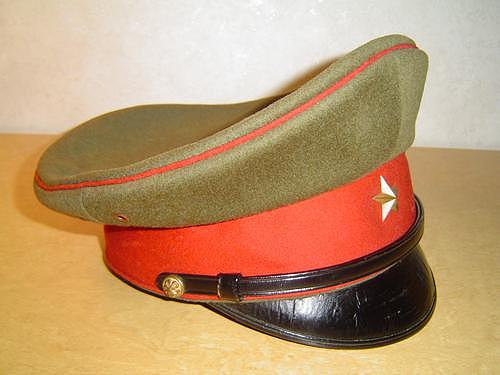
旧日本陸軍昭五式・九八式軍衣期時代の将校制帽。五芒星の帽章が入っている。
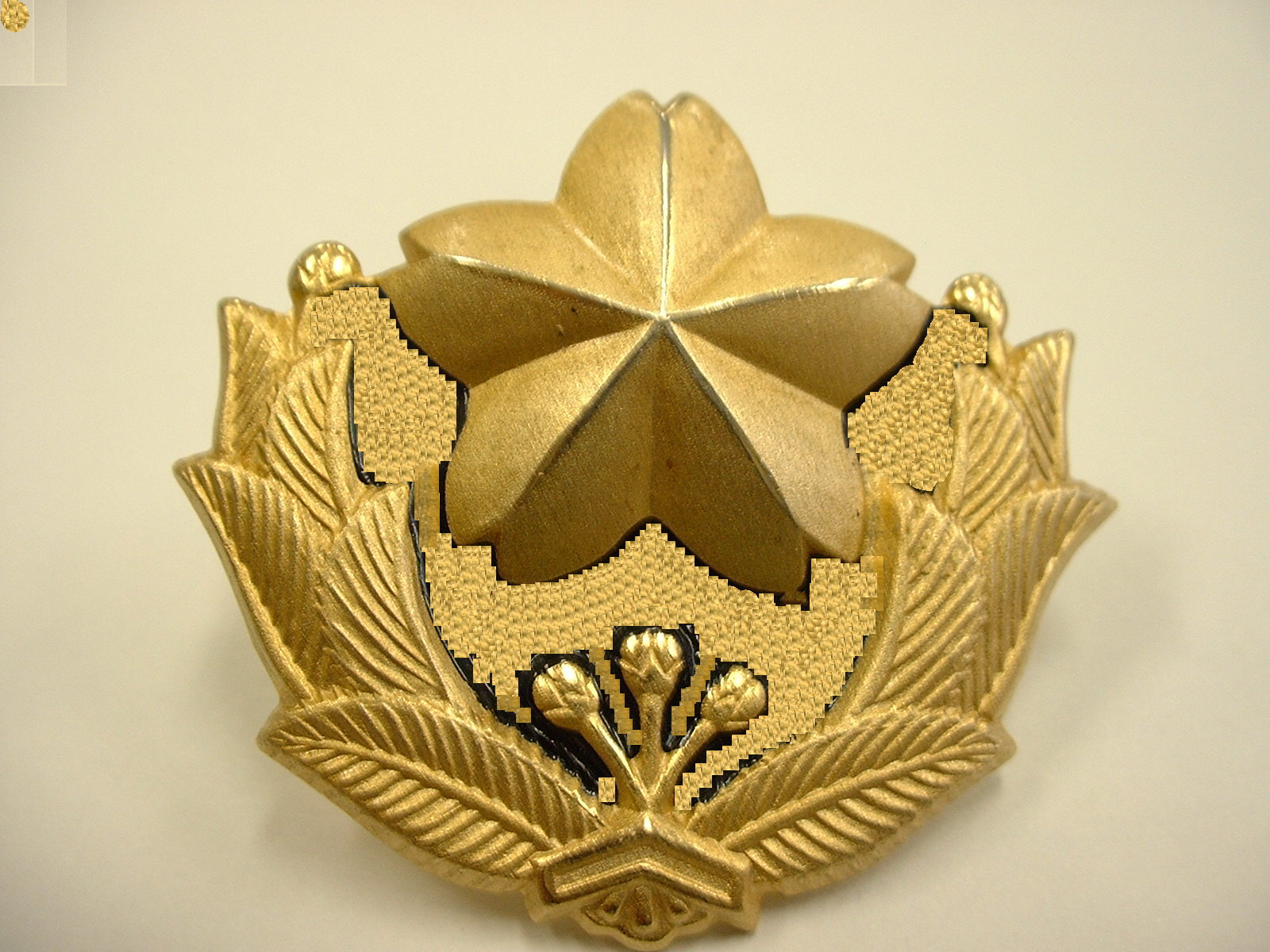
陸上自衛隊の帽章の例(陸士用)

軍種・兵科・部隊ごとに異なる例

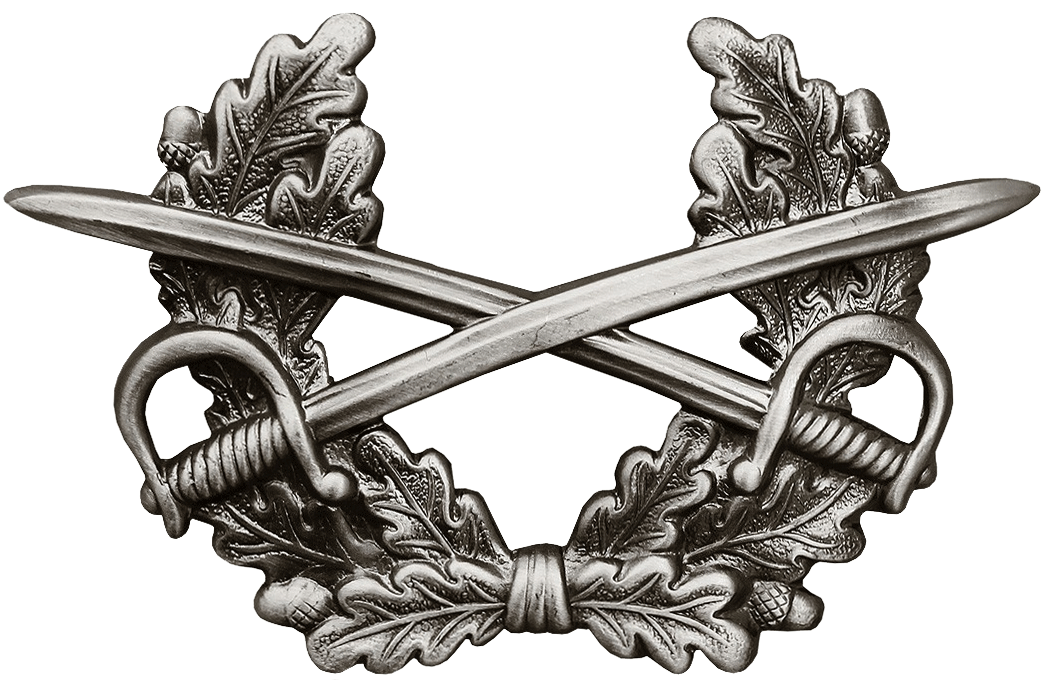
ドイツ連邦軍（陸軍の兵と下士官）
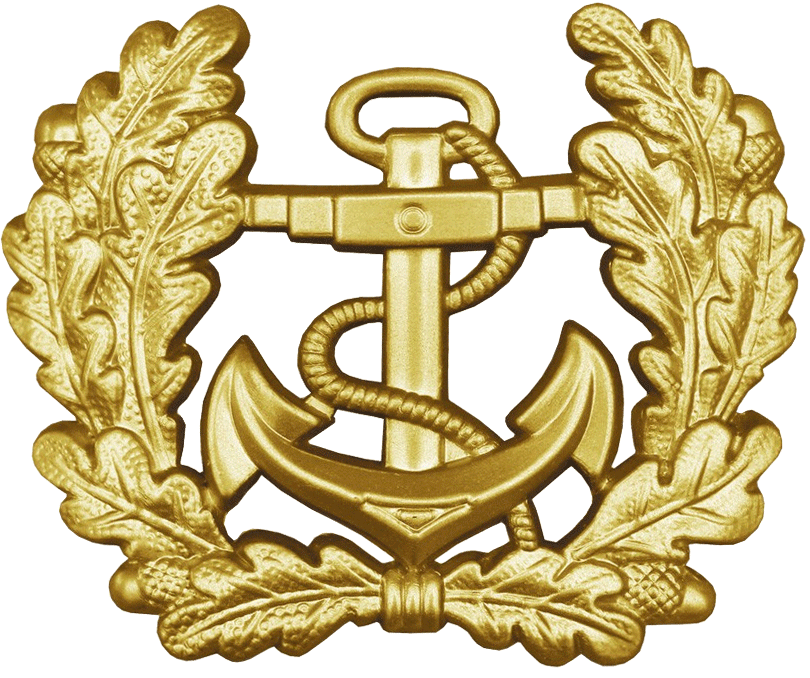
ドイツ連邦軍（海軍の兵と下士官）
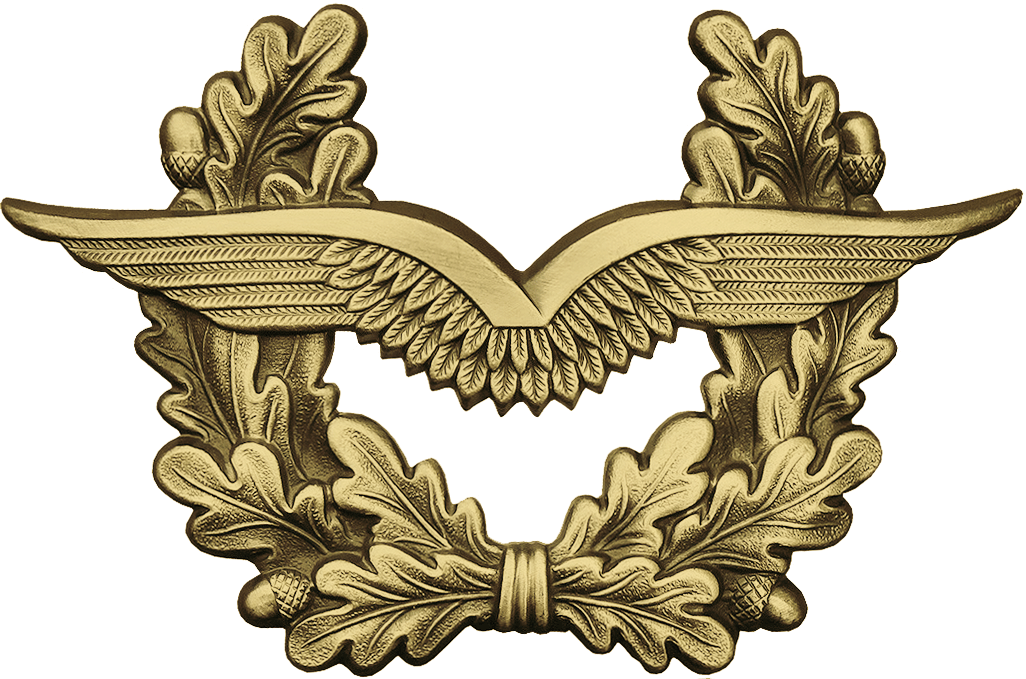
ドイツ連邦軍（空軍の兵と下士官）
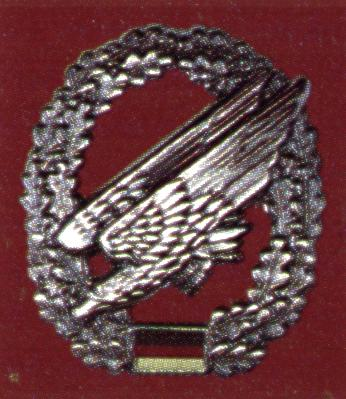
ドイツ連邦軍の降下猟兵のベレー帽用帽章
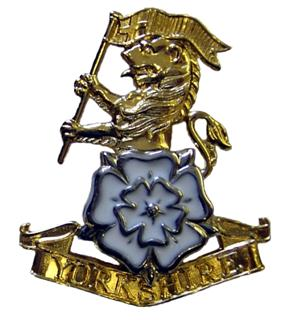
イギリス陸軍ヨークシャー連隊の帽章

その他

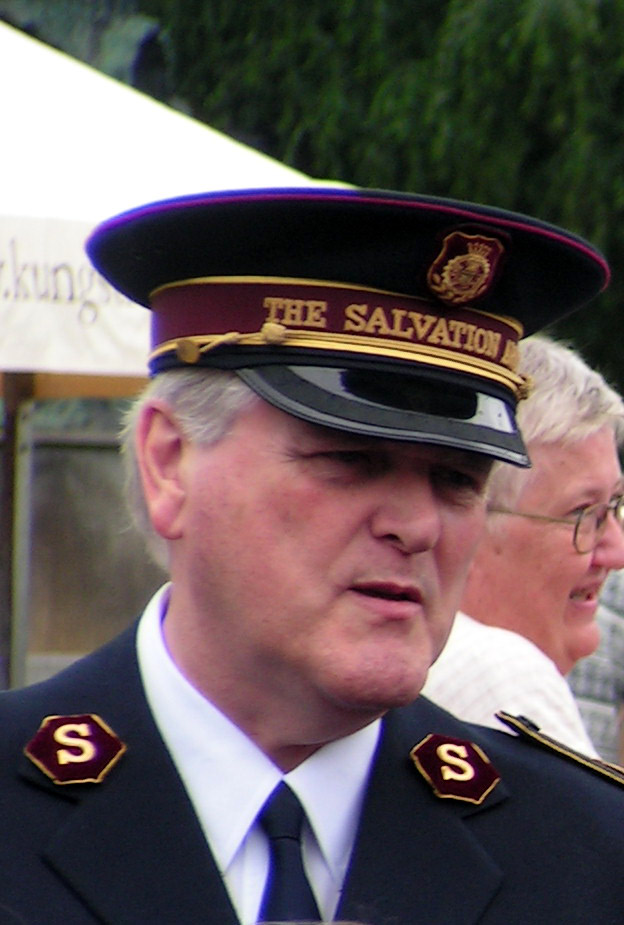
救世軍の制帽（ショー・クリフトン大将）

## 日本の公務員の制帽の帽章の例
- 旧日本陸軍：五芒星。近衛師団附は桜葉が付く。（日本陸軍の軍服）。
- 旧日本海軍：士官は桜に錨に円廊を桜葉と蕾（抱き茗荷）が囲む意匠。下士官用では初期は錨に円廊、太平洋戦争中に改正され士官用に類似した意匠となる。兵用ではペンネントが用いられた。（日本海軍の軍服）。
- 陸上自衛隊：桜星と桜葉。近衛兵帽章に類似するが着用位置等異なる。幹部・陸曹用と陸士用でデザイン、素材が異なる。
- 海上自衛隊：幹部自衛官は桜に錨と輪金。幹曹士ともに旧海軍のものに類似するが、細部異なる。
- 航空自衛隊：五芒星が入り翼が生えた日の丸の上にワシ。航空自衛隊旗や航空自衛隊章に用いられる意匠と同様。
- 警察：花と葉（男性用5枚、女性用3枚）がある桜の枝で囲まれた五角形の光条を持つ旭日章。「国警五（三）枚葉旭日章」と呼ばれる。
- 刑務官：花と葉がある桜の枝で囲まれた五角形の光条を持つ旭日章。警察の物に近いデザインだが、花・葉・旭日章ともに銀色で旭日章の外側に刑務所の塀を象徴する輪[1] がある。
- 衆議院と参議院の衛視：花と葉がある桜の枝で囲まれた五角形の光条を持つ旭日章。警察の物に似ているが、葉の数が多い。
- 消防：消防章（雪の結晶と日章に水柱のイメージ、全方向に向いた6本の管槍（かんそう、放水用ノズル）、中央には巻かれたホース、以上の組み合わせ）。消防章を桜の形で囲むと消防庁章。
- 消防団員：桜花とY字型の消防徽章（戦前の消防組の消防徽章と同じ）の組み合わせ。
- 海上保安官：32方位の方位磁針と旭光、救命浮環、鴎、梅の模様。
- 入国審査官・入国警備官：鳩と旭光と「I.A.」の文字に「IMMIGRATION」の黒文字入りリボン。
- 税関職員：銀色の篆書体で「関」の字。囲むように桜の花と葉5枚。
- 検疫官：金色の錨、銀色の翼、銀色の「Q」の字。囲むように銀色のつぼみを持つ金色の桜の葉7枚。
- 家畜防疫官：銀色の橄欖で囲まれた銀色の日本政府紋章（五七の桐）。
- 植物防疫官：金色の橄欖で囲まれた金色の日本政府紋章。
- 船員労務官：金色の橄欖で囲まれた金色の錨と浮輪、カモメ。
- 日本国有鉄道：日本政府紋章と蒸気機関車の動輪。
- 郵政省：伝書鳩のイメージ。羽ばたく鳩が足に手紙をつかむ。
- 警防団：旭光と桜花の組み合わせ。
- 消防組：Y字型の消防徽章[注釈 1]。